# دعای شیطان
«دعای شیطان» ترانه‌ای از مدونا است که در ۲۰ دسامبر ۲۰۱۴ منتشر شد. این ترانه در آلبوم قلب سرکش (آلبوم مدونا) قرار داشت. این ترانه بازخوردهای مثبتی از منقدان دریافت کرد. سبک این ترانه سینث‌پاپ است که اجزایی از کانتری پاپ و موسیقی فولکلور در آن ترکیب شده است.